# Dług nominalny
Dług nominalny – wartość nominalna zobowiązań władz z tytułu zaciągniętych pożyczek, kredytów, emisji papierów wartościowych i innych. Nominalna wartość długu publicznego określona jest wartością nominalną instrumentów dłużnych w momencie wykorzystania ich przez sektor publiczny (tj. w momencie ich powstania lub nabycia).
Zadłużenie władz funkcjonuje w warunkach inflacji, przez co nominalna wartość początkowa zobowiązań może podlegać indeksacji lub kapitalizacji, w związku z tym bieżąca wartość długu nominalnego jest sumą kwoty odpowiadającej wartości początkowej kapitału oraz kwoty odpowiadającej przyrostowi wartości kapitału jako skutek indeksacji lub kapitalizacji.